# Новопетрівська сільська рада (Миколаївський район)
Новопетрі́вська сільська́ ра́да — колишня адміністративно-територіальна одиниця та орган місцевого самоврядування в Миколаївському районі Одеської області. Адміністративний центр — село Новопетрівка.

## Загальні відомості
Новопетрівська сільська рада утворена в 1922 році.
- Територія ради: 114,06 км²
- Населення ради: 1 401 особа (станом на 2001 рік)

## Населені пункти
Сільській раді підпорядковані населені пункти:
- с. Новопетрівка
- с. Гвоздівка
- с. Переселенці
- с. Широке

## Населення
Згідно з переписом УРСР 1989 року чисельність наявного населення села становила 1546 осіб, з яких 727 чоловіків та 819 жінок.
За переписом населення України 2001 року в селі мешкали 1403 особи.

### Мова
Розподіл населення за рідною мовою за даними перепису 2001 року:
| Мова       | Відсоток |
| ---------- | -------- |
| українська | 90,29 %  |
| молдовська | 5,85 %   |
| російська  | 2,71 %   |
| вірменська | 0,79 %   |
| болгарська | 0,21 %   |
| білоруська | 0,14 %   |

## Склад ради
Рада складається з 16 депутатів та голови.
- Голова ради: Попович Надія Сергіївна
- Секретар ради: Галузінська Ольга Василівна

### Керівний склад попередніх скликань
| Прізвище, ім'я, по батькові | Основні відомості                                                                     | Дата обрання | Дата звільнення |
| --------------------------- | ------------------------------------------------------------------------------------- | ------------ | --------------- |
| Коваль Олександр Іванович   | Сільський голова, 1967 року народження, член Всеукраїнського об'єднання «Батьківщина» | 26.03.2006   | 31.10.2010      |
| Попович Надія Сергіївна     | Сільський голова, 1959 року народження, освіта середня спеціальна, позапартійна       | 31.10.2010   |                 |

Примітка: таблиця складена за даними сайту Верховної Ради України

### Депутати
За результатами місцевих виборів 2010 року депутатами ради стали:

#### За суб'єктами висування
| Суб'єкт висування         | Кількість обраних депутатів | %    |
| ------------------------- | --------------------------- | ---- |
| Народна партія            | 10                          | 62,5 |
| Партія регіонів           | 5                           | 31,3 |
| Українська Народна Партія | 1                           | 6,3  |

#### За округами
| № округу                  | Прізвище, ім'я, по батькові   | Дата визнання обраним | Освіта             | Партійна приналежність                        | Відомості про обраного депутата                  |
| ------------------------- | ----------------------------- | --------------------- | ------------------ | --------------------------------------------- | ------------------------------------------------ |
| Народна Партія            |                               |                       |                    |                                               |                                                  |
| 1                         | Борисевич Олена Петрівна      | 03.11.2010            | середня            | член Народної партії                          | СТОВ «Надія України», головний бухгалтер         |
| 2                         | Галузінська Ольга Василівна   | 03.11.2010            | вища               | позапартійна                                  | СТОВ «Надія України», різноробоча                |
| 4                         | Тихонюк Марія Іванівна        | 14.11.2010            | середня спеціальна | член Народної партії                          | ТОВ «Надія України», комірник                    |
| 6                         | Лозан Валентина Миколаївна    | 03.11.2010            | середня            | позапартійна                                  | Новопетрівська сільська рада, касир- рахівник    |
| 7                         | Чорнобай Тетяна Михайлівна    | 03.11.2010            | середня            | член Народної партії                          | СТОВ «Надія України», інспектор відділу кадрів   |
| 8                         | Брадарський Микола Дем        | 03.11.2010            | середня            | член Народної партії                          | СТОВ «Надія України», охоронець                  |
| 9                         | Магиря Михайло Леонідович     | 03.11.2010            | середня            | позапартійний                                 | СТОВ «Надія України», заступна директора         |
| 10                        | Мороз Микола Ілліч            | 03.11.2010            | середня            | член Всеукраїнського об'єднання «Батьківщина» | тимчасово не працює                              |
| 13                        | Демідова Людмила Іванівна     | 03.11.2010            | середня            | позапартійна                                  | СТОВ «Надія України», комірник                   |
| 16                        | Працун Сергій Анатолійович    | 03.11.2010            | середня            | позапартійний                                 | СТОВ «Надія України», старший охоронець          |
| Партія регіонів           |                               |                       |                    |                                               |                                                  |
| 3                         | Лукашенко Андрій Іванович     | 03.11.2010            | середня спеціальна | член Партії регіонів                          | тимчасово не працює                              |
| 5                         | Вандар Анатолій Іванович      | 03.11.2010            | середня            | член Партії регіонів                          | Антонюківська загальноосвітня школа, кочегар     |
| 11                        | Корнєєва Валентина Георгіївна | 03.11.2010            | вища               | член Партії регіонів                          | Переселенцівська загальноосвітня школа, директор |
| 12                        | Шиндіна Любов Володимирівна   | 03.11.2010            | середня            | член Партії регіонів                          | тимчасово не працює                              |
| 15                        | Корчевий Євген Васильович     | 03.11.2010            | середня            | член Партії регіонів                          | тимчасово не працює                              |
| Українська Народна Партія |                               |                       |                    |                                               |                                                  |
| 14                        | Романюк Віктор Іванович       | 03.11.2010            | середня            | позапартійний                                 | пенсіонер                                        |